# جسی شرم
جسیکا "جسی" شِرَم (انگلیسی: Jessica "Jessy" Schram؛ زادهٔ ۱۵ ژانویهٔ ۱۹۸۶) یک هنرپیشه و مانکن اهل ایالات متحده آمریکا است. وی از سال ۲۰۰۴ میلادی تاکنون مشغول فعالیت بوده‌است.

## گزیدهٔ آثار

### سینما
- توقف‌ناپذیر (۲۰۱۰)
- کیث (۲۰۰۸)

### تلویزیون
- مد من (۲۰۱۴)
- روزی روزگاری در سرزمین عجایب (۲۰۱۳)
- روزی روزگاری (۲۰۱۴–۲۰۱۱)
- منتالیست (۲۰۱۰)
- سی‌اس‌آی: میامی (۲۰۰۷)
- دکتر هاوس (۲۰۰۷)
- بوستون لیگال (۲۰۰۶)